# Cardiophorus widenfalki
Cardiophorus widenfalki är en skalbaggsart som beskrevs av Leiler 1967. Cardiophorus widenfalki ingår i släktet Cardiophorus, och familjen knäppare. IUCN kategoriserar arten globalt som otillräckligt studerad. Det är osäkert om arten förekommer i Sverige.